# Батар (река)
Ба́тар (укр. Батар, венг. Batár) — река, протекающая по Украине (Хустский и Береговский районы Закарпатской области) и Венгрии.
Длина реки — 53 км. Площадь водосборного бассейна — 393 км². Уклон реки — 8,9 м/км.
Является левым притоком реки Тиса, впадая в неё в районе деревни Тисабеч. Исток находиться в деревне Черна, в 10 км восточнее Королёво.